# Pseudoplatyura fenestralis
Pseudoplatyura fenestralis är en tvåvingeart som först beskrevs av Frederick Askew Skuse 1888.  Pseudoplatyura fenestralis ingår i släktet Pseudoplatyura och familjen platthornsmyggor. Inga underarter finns listade i Catalogue of Life.